# One of These Nights (Don Henley-musikalbum)
One of These Nights är ett livealbum av Don Henley. Det spelades in på Labor Day 1993 i Fox Bowl Stadium i Boston och gavs ut i augusti 2002. Albumet innehåller låtar både från Henleys solokarriär och från hans tid i Eagles.

## Låtlista
1. "Hotel California" - 6:44
2. "One of These Nights" - 4:46
3. "Desperado" - 5:35
4. "End of Innocence" - 5:57
5. "Sunset Grill" - 6:32
6. "Boys of Summer" - 5:29
7. "Life in the Fast Lane" - 5:24
8. "Volcano" - 3:38
9. "All She Wants to Do Is Dance" - 5:36
10. "Margaritaville" - 4:32
11. "Dirty Laundry" - 5:51
12. "Well, Well, Well" - 5:27
13. "The Heart of the Matter" - 5:58